# 塞尔维亚裔美国人
塞尔维亚裔美国人是有塞爾維亞族血统的美国公民。截止2023年，约有181000名美国公民自称有塞爾維亞族血统。但实际上这一数字应该更高，因为另有大约290000人自称是生活在美国的南斯拉夫人。

## 历史
第一批移民美国的塞尔维亚人中包括于1815年抵达费城的乔尔杰·沙吉奇，他后来移居墨西哥，参加了得克萨斯革命，最后在加利福尼亚州当上了法官。另一位较早移民美国的著名塞尔维亚人是巴兹尔·罗塞维奇 (Basil Rosevic)，他在1800年左右创建了一家航运公司“跨洋航运公司”（Trans-Oceanic Ship Lines）。19世纪初，很多来自黑山和黑塞哥维那的塞族水手、渔民移民到新奥尔良寻觅工作。1841年，塞族人和希腊移民在新奥尔良创建希臘正教會教区。
第二次世界大战后，很多来自南斯拉夫的塞族人为躲避约瑟普·布罗兹·铁托的统治而移民美国。自此，很多塞尔维亚裔美国人文化和宗教组织在美国成立。一些塞尔维亚裔美国工程师曾参与阿波罗计划。